# Michael O'Reilly
Michael O'Reilly est un boxeur irlandais né le 30 avril 1993.

## Carrière
Sa carrière amateur est principalement marquée par une médaille d'or remportée aux Jeux européens de Bakou en 2015 dans la catégorie poids moyens après sa victoire en finale contre Khaibula Musalov.

## Palmarès

### Jeux européens
- Médaille d'or en -75 kg en 2015 à Bakou,   Azerbaïdjan